# يوجينة أحادية الزهرة
يوجينة أحادية الزهرة (الاسم العلمي: Eugenia uniflora) هي نوع من النباتات تتبع جنس اليوجينة من فصيلة الآسية.